# Conclave de 1724
El conclave de 1724 va ser convocat a la mort del Papa Innocenci XIII. Va començar el 20 de març de 1724 i va acabar el 28 de maig següent amb l'elecció de Vicente Maria Orsini, un frare dominic, qui adoptà el nom de Benet XIII. El conclave es va fer de gran mesura amb els mateixos electors que havien triat Innocenci en 1721 i el dominaren les mateixes faccions. Es van fer diversos intents per elegir els candidats acceptats per les diverses monarquies catòliques del moment, però cap no va tenir èxit fins al maig. Benet va resistir-se a la seva pròpia elecció durant dos dies abans de ser convençut que l'acceptés.

## Rerefons
El conclave papal que havia triat Inocenci XIII el 1721 va estar dominat pels cardenals nomenats per Climent XI, que havia estat Papa durant 21 anys i creà més de 70 cardenals durant aquest temps. El conclave que va triar a Innocenci va estar marcat per una nova aliança entre els cardenals francesos i espanyols a causa d'un canvi en la dinastia espanyola que resultà en la coronació de Felip V, net de Lluís XIV de França, ascendint al que havia estat prèviament un tron dels Habsburg. Innocenci va ser elegit per unanimitat, amb la perspectiva que podria cooperar amb tant amb la França borbònica i el sacre emperador romà habsurg. Innocenci havia patit mala salut tot l'any abans de la seva mort el 7 de març de 1724 i els preparatius per al conclave per elegir el seu successor s'havien iniciat ja abans de la seva mort.

## El Conclave
Durant el seu pontificat Innocenci XIII només s'havia creat tres nous cardenals. Quan va morir la composició del Col·legi de Cardenals i les seves faccions eren similars al que l'havia triat a ell. El conclave va començar el 20 de març de 1724, amb només 33 cardenals electors presents, però, finalment, en total 53 cardenals van participar en l'elecció.
A l'inici del conclave, els electors de la facció dels zelanti van intentar triar a Giuseppe Renato Imperiali, però això no va ser possible a causa de la seva impopularitat tant a França com a Espanya. Després d'aquesta temptativa, els cardenals que representaven els Borbons insistiren que cap intent seriós per triar un nou Papa tindria lloc fins que tots els cardenals que viatjaven haguessin arribat, i fins que els electors no haguessin rebut instruccions dels diferents monarques catòlics.
Annibale Albani, el germà de Climent XI, va tractar de triar a Fabrizio Paolucci com a Papa, car ja li havia donat suport anteriorment el 1721, però Carles VI s'oposava a ell perquè era simpàtic als Borbons, i un veto papal de Carles va arribar de Viena abans Paolucci no pogués ser elegit. Diversos dels electors van continuar votant per Paolucci després que hagués etat exclòs en protesta pel veto. Representants d'Anglaterra van intentar influir en el conclave per tal de reduir els honors que s'havien donat a Roma als membres de la Casa de Stuart, però la seva influència era limitada perquè Giulio Alberoni, que havia acceptat ajudar-los, no tenia una influència significativa en el conclave.
Carles VI havia donat instruccions al seu representant a la cort papal Maximilian Ulrich von Kaunitz de treballar en estreta col·laboració amb Álvaro Cienfuegos per elegir un candidat que els afavorís. Les instruccions de Cuenfuego eren que els cardenals Pamfili, Vallemani, Spada, Piazza, Corradini, Caracciolo, Tanara, Orsini, Ruffo, Colonna, Davia, Boncompagni, Pico i Pignatelli serien acceptables per a l'emperador; i que els cardenals Paolucci, Olivieri, Bussi, Sagripanti i Origo haurien de ser exclosos.
Cienfuegos va portar els electors que formaven part del partit imperial, en un intent per elegir Giulio Piazza. Piazza gairebé va ser elegit el 13 de maig, però li van faltar quatre vots. Els electors estaven segurs que podrien elegir-lo, perquè estaven arribant més cardenals per participar en el conclave, i es va fer pública a Roma que Piazza era probable que fos el nou Papa. Albani no va donar suport això perquè ell no havia format part de les negociacions tot i ser l'elector original que suggerí Piazza, i ha soscavat la seva elecció mitjançant la proposta de Pietro Orsini com a candidat alternatiu.

## Elecció de Benet XIII
El 28 de maig el conclave va elegir per unanimitat Orsini com a Papa. Mai no havia estat vist com un candidat seriós en conclaves passats perquè no tenia experiència política. Orsini tenia 75 anys en el moment, i costar dos dies als cardenals per convèncer-ho d'acceptar la seva elecció. Afirmà haver passat la nit en blanc abans de la seva elecció i en les llàgrimes. Fins i tot quan els cardenals el portaren a la Capella Sixtina per a la votació formal per a triar-lo Papa després d'haver estat convençut que acceptaria, que encara no estava disposat a acceptar la seva pròpia elecció. Al final, només la va acceptar després de ser convençut pel cap de l'ordre de Sant Domenec, de la qual era membre. En acceptar la seva elecció, va intentar prendre el nom de Benet XIV, de manera que reconeixeria l'Antipapa Benet XIII, l'últim Papa d'Avinyó durant el Cisma d'Occident. Els advocats de la Cúria romana, finalment van persuadir Orisini a prendre el nom de Benet XIII.
L'elecció de Orisini va ser notable en aquella època perquè era inusual per als cardenals que elegissin un frare, ja que eren vistos per alguns com massa rígids. Els membres dels ordes religiosos en el moment eren respectats sovint pels cardenals, però poques vegades resultaven elegits, amb Benet XIII sent només el quart des del Concili de Trento. A diferència dels altres mendicants elegits per al papat en aquest període, era de bressol noble, sent el fill gran del duc de Gravina, però havia perdut els seus drets al títol del seu pare per tal d'ingressar als dominics.
El cardenal Pamphili, el cardenal protodiaca, va dirigir-se cap al pòrtic de la Basílica Vaticana, on pronuncià l'«Habemus Papam!».
La coronació va tenir lloc el 4 de juny de 1724, festivitat de Pentecosta, a l'escalinata de la Basílica Vaticana. Al matí, el Papa havia distribuït als pobres trobats al Belvedere un juli d'or. La coronació va ser realitzada pel cardenal Ottoboni. Els dominics estaven tan contents que un dels seus hagués estat elegit que durant 3 dies realitzaren misses solemnes, Te Deums i distribucions d'almoines als pobres.
Benet XIII mantingué el cardenal Paolucci com a cardenal Secretari d'Estat, càrrec que ocupava des de 1700, i que ocuparia fins a morir el 12 de juny de 1726. També mantingué el cardenal Pietro Corradini com a pro-datari; i el cardenal Olivieri com a Secretari de Breus.
El 24 de setembre de 1724 el nou Papa prengué possessió de la Basílica del Laterà. El seu amfitrió va ser el cardenal Benedetto Pamphili, l'arxipreste del Laterà; i hi assistiren 29 cardenals.

## Composició del Col·legi Cardenalici

### Participants
Els següents cardenals participaren en el conclave:
- Sebastiano Antonio Tanara, cardenal bisbe d'Ostia e Velletri i degà del col·legi cardinalici († 5 de maig de 1724)
- Vincenzo Maria Orsini, O.P., bisbe de Porto i Santa Rufina, elegit papa amb el nom de Benet XIII
- Francesco del Giudice, bisbe de Frascati
- Fabrizio Paolucci, bisbe d'Albano
- Francesco Pignatelli, seniore, C.R., arquebisbe de Nàpols i bisbe de Sabina
- Francesco Barberini el Jove, bisbe de Palestrina
- Giacomo Boncompagni, arquebisbe de Bolonya
- Giuseppe Sacripante
- Lorenzo Corsini
- Francesco Acquaviva d'Aragona
- Tommaso Ruffo
- Orazio Filippo Spada, arquebisbe pro hac vice, bisbe d'Osimo
- Filippo Antonio Gualterio, arquebisbe, ex bisbe de Todi
- Giuseppe Vallemani
- Carlo Agostino Fabroni
- Pietro Priuli, bisbe de Bergam
- Ulisse Giuseppe Gozzadini, arquebisbe pro hac vice, bisbe d'Ímola
- Annibale Albani
- Lodovico Pico della Mirandola
- Gianantonio Davia, arquebisbe pro hac vice, bisbe de Rimini
- Agostino Cusani, arquebisbe pro hac vice, bisbe de Pavia
- Giulio Piazza, arquebisbe pro hac vice, bisbe de Faenza
- Antonio Felice Zondadari
- Giovanni Battista Bussi, arquebisbe pro hac vice, bisbe d'Ancona
- Pier Marcellino Corradini
- Armand-Gaston-Maximilien de Rohan, bisbe d'Estrasburg
- Giovanni Battista Tolomei, S.J.
- Benedetto Erba-Odescalchi, arquebisbe de Milà
- Henri-Pons de Thiard de Bissy, bisbe de Meaux
- Innico Caracciolo, el jove, bisbe d'Aversa
- Bernardino Scotti
- Giambattista Patrizi
- Nicola Gaetano Spinola
- Giberto Bartolomeo Borromeo
- Giorgio Spinola
- Cornelio Bentivoglio
- Giovanni Francesco Barbarigo, bisbe de Brescia
- Luis Antonio Belluga y Moncada, C.O., bisbe de Cartagena
- José Pereira de Lacerda, bisbe de Faro
- Giovanni Battista Salerni, S.J.
- Carlo Borgia, patriarca de les Índies occidentals
- Juan Álvaro Cienfuegos Villazón, S.J., bisbe de Catània
- Bernardo Maria Conti, O.S.B.Cas.
- Benedetto Pamphilj, O.S.Io.Hieros., bibliotecari de la Santa Església Romana
- Pietro Ottoboni
- Giuseppe Renato Imperiali
- Lorenzo Altieri
- Carlo Colonna
- Curzio Origo
- Melchior de Polignac
- Fabio degli Abati Olivieri
- Carlo Maria Marini
- Giulio Alberoni
- Alessandro Albani, O.S.Io.Hieros.

### Cardenals absents al conclave
- Galeazzo Marescotti
- Louis-Antoine de Noailles, bisbe de Cahors
- Lorenzo Fieschi, arquebisbe de Gènova
- Christian August von Sachsen-Zeitz, bisbe de Györ
- Imre Csácky, arquebisbe de  Kalocsa i Bács
- Nuno da Cunha e Attaíde
- Wolfgang Hannibal von Schrattenbach
- Damian Hugo Philipp von Schönborn Bushein, bisbe d'Espira
- Léon Potier de Gesvres, arquebisbe de Bourges
- Michael Althan, bisbe de Vác